# Dita Kaplanová
Dita Kaplanová (* 5. ledna 1965 Brno) je česká divadelní a filmová herečka.
Herectví se věnuje od dětství. Po gymnáziu vystudovala v roce 1987 činoherní herectví na Janáčkově akademii múzických umění v Brně. V letech 1987–2007 působila v divadle Husa na provázku. V letech 2007–2014 byla členkou činoherního souboru Národního divadla Brno. Od sezóny 2014 / 2015 působí v souboru Divadla Na Zábradlí v Praze. Angažuje se i v zahraničí – vedla dětské divadelní workshopy UFA Fabrik v Západním Berlíně, na Miami Sommer University v Oxfordu, Ohiu a v dánském Aarhusu. Mimo herectví také dabuje a účinkuje v rozhlase.

## Filmografie (výběr)
- Čekání na déšť, 1978
- Dívka s mušlí, 1980 [nadabovala Sylva Sequensová]
- Matěji, proč tě holky nechtějí?, 1981
- V týlu nepřítele, 1981
- Útěk, 1981
- Hra na slepou bábu, 1982
- Trpká chuť slávy, 1985
- Zelená léta, 1985
- Bydlela v hotelu U Andělů, 1992
- Požírač medvědů, 1996
- Taťka, 2003
- O kominickém učni a dceři cukráře, 2007
- Alma, 2010
- Westernstory, 2011
- Sejít z cesty, 2012
- První večeře, 2019 (krátkometrážní)